# Wendy Melvoin
Wendy Melvoin (Los Angeles, Californië, Verenigde Staten, 26 januari 1964) is een Amerikaanse gitarist en singer-songwriter. Ze is het bekendst van haar werk met Prince en was in de jaren tachtig lid van Prince & The Revolution. Ze is onlosmakelijk verbonden met Lisa Coleman; samen staan ze bekend als Wendy and Lisa, waarmee ze eind jaren tachtig enkele hits heeft gehad.

## Achtergrond
Wendy Melvoin komt uit een muzikaal gezin. Ze is de zus van de overleden Smashing Pumpkins-livetoetsenist Jonathan Melvoin en dochter van de jazzpianist en voormalig NARAS-president Michael Melvoin. Haar tweelingzus Susannah Melvoin is ook bekend van haar werk met Prince en Wendy and Lisa, en had ook een tijd een verhouding met Prince.

## The Revolution
Een van Michael Melvoins vrienden was de sessiemuzikant Gary Coleman en tijdens hun kindertijd raakte Colemans dochter Lisa bevriend met Wendy Melvoin. Lisa Coleman zal uiteindelijk als toetsenist een van de eerste bandleden van Prince worden en stelde Wendy Melvoin voor aan Prince gedurende de opnamesessies van 1999. Prince was blij verrast met het gitaarspel van Wendy Melvoin en ze zou daarna in 1983 spoedig gitarist Dez Dickerson vervangen. Lisa Coleman en Wendy Melvoin werden daarna lid van de nieuwe band The Revolution. De band onderging daarna de grote populariteit van Purple Rain en Wendy Melvoin was te zien in de gelijknamige hitfilm Purple Rain. Samen stonden ze binnen The Revolution bekend als Lisa & Wendy. Na Purple Rain namen ze nog twee andere album met Prince op; Around the World in a Day en Parade, de soundtrack van Prince zijn film Under the Cherry Moon, waar The Revolution trouwens niet in te zien zijn.

## Na The Revolution
Na de Japanse tournee in september 1986 ontbindt Prince The Revolution. Een echte reden hiervoor is nooit gegeven, maar het rommelde volgens insiders al een tijdje in de band. Vooral Wendy en Lisa wilden meer artistieke inbreng. Kort nadat de twee uit The Revolution waren gingen ze verder als het muzikale duo Wendy and Lisa, waarmee ze enkele hits scoorden en verschillende albums uitbracht.
Het duo werkte ook samen aan muziek voor films en televisie, waaronder de muziek voor Carnivàle, Crossing Jordan en Heroes.
Wendy Melvoin heeft daarnaast ook alleen als producer en studiomuzikant gewerkt met onder andere Sheryl Crow, Liz Phair, Scritti Politti, Neil Finn, k.d. lang en Eric Clapton. Tevens componeerde ze nummers voor andere artiesten, waaronder Grace Jones.